# Centro d'arte contemporanea di Malaga
Il Centro d'Arte Contemporanea di Málaga (Centro de Arte Contemporáneo de Málaga, o  CAC Málaga) è un museo con sede presso l'edificio dell'Antico Mercato dei Maggioristi di Malaga (Spagna), sulla riva destra della foce del fiume Guadalmedina.
Venne inaugurato il 17 febbraio 2003 dalla S.A.R. la Infanta Cristina e fu aperto al pubblico il 23 febbraio 2003.
Si estende su una superficie di 6000 m², dei quali 2 400 riservati alle esposizioni.
Ispirato al modello tedesco delle Case dell'Arte (Kunsthaus), vuole essere un luogo di riflessione sull'arte contemporanea, un centro aperto e dinamico che tenda a divenire un punto di riferimento non solo a livello spagnolo ma anche sullo scenario europeo per le arti plastiche dei secoli XX e XXI.
La collezione permanente consta di oltre 400 opere, ma nel museo sono allestite anche esposizioni temporanee, laboratori e congressi.